# Ampithoe alluaudi
Ampithoe alluaudi är en kräftdjursart. Ampithoe alluaudi ingår i släktet Ampithoe och familjen Ampithoidae. Inga underarter finns listade i Catalogue of Life.